# Josef Koppler
Josef Koppler (* 15. Jänner 1901 in Salzburg; † 18. Juli 1977 ebenda) war ein österreichischer Politiker.

## Biographie und Ausbildung
Josef Koppler wurde am 15. Jänner 1901 in Salzburg geboren und besuchte dort die Volks- und Bürgerschule. Er war in seiner Jugendzeit Mitglied des „Reichsbundes der Katholischen Jugend“. Bei seinem Vater Josef Koppler, der aus einer Schuhmacherfamilie aus Haag am Hausruck stammte, und in der kaufmännischen und gewerblichen Fortbildungsschule erfuhr er die Ausbildung zum Schuhmachermeister und begab sich nach der Gesellenprüfung auf die so genannte Walz durch ganz Deutschland bis nach Hamburg.

## Familie
1932 heiratete er Rosa Petermayer (1911–2005), eine Großnichte von Julius Haagn in der St. Andrä Kirche zu Salzburg. Bis 1936 wohnte er mit seiner Familie in einer Wohnung in der Linzer Gasse 62. Ab 1936 wohnte er mit seiner Familie in der sogenannten Franz Rehrlsiedlung Mühldorfgasse 21. Aus dieser Ehe stammen drei Kinder Gerhard (1933–2012); Gertraud, verehelichte Lienbacher (1936–2015), sowie als Nachzügler Winfried (* 1943). Während die Bomben auf Salzburg fielen zog die Familie aus Sicherheitsgründen wieder in die Linzer Gasse.

## Seine Haltung in der Zeit des Nationalsozialismus
Während und vor dem Zweiten Weltkrieg hatte er dem Nationalsozialismus gegenüber eine klar gegnerische Haltung. Er grüßte beispielsweise nicht mit dem „Heil Hitler“, sondern mit Grüß Gott und beteiligte sich auch an keiner militärischen Tätigkeit. Dabei wurde er beinahe beim Hören des sogenannten Feindsenders von einem der nationalsozialistischen Nachbarn verraten jedoch von einem zweiten befreundeten Nachbarn gerettet, der ihn wegen seiner Familie schützte.

## Selbstständige Tätigkeit
Von 1927 bis 1972 war er selbständig und führte zuletzt das Geschäft in der Linzer Gasse in Salzburg, das von seinem Sohn Gerhard Koppler (* 4. Februar 1933; † 2. August 2012) im Jahr 1972 übernommen wurde und von diesem bis 1998 geführt wurde.

## Politische Tätigkeiten
Er hatte während seiner 45-jährigen beruflichen Tätigkeit viele politische Ämter inne: Er war in der Innung der Schuhmacher tätig, zwei Wahlperioden als Landesinnungsmeister-Stellvertreter und dann von 1965 bis 1970 Landesinnungsmeister. Er war auch Mitglied des Bundesinnungsausschusses und bis 1973 Mitglied des Aufsichtsrates der Selbstständigenkrankenkasse. Zwei Perioden war er ÖVP-Mandatar für den Gemeinderat für Salzburg, von 1946 bis 1949 und von 1953 bis 1957.

## Sportliches Engagement
Er förderte neben seinen politischen Tätigkeiten auch das Salzburger Sportleben. Er war vor dem Zweiten Weltkrieg Begründer der Christlich-Deutschen Turnerschaft Salzburg, die sich vom Österreichischen Turnerbund loslösten und deren letzter Gauturnwart. Nach dem Krieg begründete er gemeinsam mit Oberst Haas-Ehrenfeldt und Karl Iser den Landesverband Salzburg der Österreichischen Turn- und Sportunion. Er war Landesobmannstellvertreter und maßgeblich am Bau der Unionsporthalle in Nonntal (1952–2007) beteiligt war, indem er für den Verein von der Bundesleitung in Wien das benötigte Geld mit viel Verhandlungsgeschick bekam.

## Auszeichnungen
Koppler war Bürger der Stadt Salzburg und unter anderem erhielt er 1957 das Goldene Verdienstzeichen um die Republik Österreich, den Ring der Stadt Salzburg, das Silberne und Goldene Sportehrenzeichen des Landes Salzburg vor allem weil er sich ideell für die Erbauung der Union-Sporthalle und des Sportplatzes in Salzburg Stadt einsetzte und einige finanzielle Mittel von der Bundesleitung der Österreichischen Turn und Sportunion in Wien erhalten konnte.

## Der Ruhestand und die letzten Jahre
In seinen letzten Jahren nach der Übergabe des Betriebes an seinen Sohn Gerhard Koppler war er mit seiner Frau Rosa bei der Wandergruppe des Kneipp-Vereins sehr engagiert und bei vielen Aktivitäten beteiligt. Seine Frau übernahm diese Tätigkeit bis zu ihrem 80. Lebensjahr. Nach längerer schwerer Krankheit starb er am 18. Juli 1977 in Salzburg. Sein Grab befindet sich am Maxglaner Friedhof in der Gruppe 358. Seine Frau Rosa Koppler verstarb am 15. Jänner 2005 in Salzburg.